# Andrej Bachvalov
Andrej Pavlovič Bachvalov (rusky Андрей Павлович Бахвалов; * 13. dubna 1963 Moskva, Ruská SFSR) je bývalý sovětský a ruský rychlobruslař.
V roce 1985 poprvé startoval na Mistrovství světa ve sprintu, ve Světového poháru závodil od premiérové sezóny 1985/1986. Zúčastnil se Zimních olympijských her 1988 (1000 m – 11. místo). Na sprinterském světovém šampionátu 1989 vybojoval bronzovou medaili, o rok později, na MS 1990, medaili stříbrnou. Zúčastnil se také ZOH 1992 (1000 m – 25. místo) a 1994 (500 m – 16. místo, 1000 m – 26. místo). Po sezóně 1993/1994 ukončil sportovní kariéru.